# Francis Graça
Francisco Florêncio Graça ou Francis Graça (Graça, Lisboa, 7 de Novembro de 1902 — Julho de 1980), foi um coreógrafo, bailarino e ator português.
Adquiriu grande notoriedade desde o final da década de 1920 e até aos anos de 1950, destacando-se a sua ação renovadora a nível do bailado e do teatro musicado nacional.

## Biografia

Francis Graça (ao centro), Dança da Menina Tonta, Companhia Portuguesa de Bailado Verde Gaio, 1941

Nasceu em Lisboa, na Rua da Voz do Operário (ao tempo, chamada Rua da Infância), no bairro da Graça. Foi o quarto de sete filhos de Adelaide Lopes Graça e de Francisco Graça, comerciante abastado, anarco-sindicalista, que chegou a ser empresário da Praça de Touros do Campo Pequeno. O pai quis que o filho  fosse violinista. Estudou violino no Conservatório Nacional, onde fez amizade com Frederico de Freitas. Apesar de gostar de música, Francis preferia a dança e foi essencialmente um autodidata. Não teve formação convencional de bailado clássico, apenas uma breve aprendizagem com uma professora de nacionalidade russa. Esteve três meses em Paris a estudar bailado, tendo assistido a espectáculos dos Ballets Russes.
Apresentou-se pela primeira vez em 1925 num espetáculo do Teatro Novo, de António Ferro, que decorreu no foyer do teatro Tivoli (decorado para o efeito por José Pacheko), com algum escândalo do público.
Depois de uma permanência em Paris, em Setembro de 1926 estreava-se na revista Cabaz de Morangos, no Cineteatro Éden, desta vez com grande êxito. A partir de então, coreografou e dançou em inúmeros espetáculos de revista, tendo trabalhado com as mais importantes vedetas da época, de Beatriz Costa a Hermínia Silva. Em 1927 participou na revista Água-Pé, grande sucesso da época, onde eram protagonistas Estêvão Amarante e Luísa Satanela. Ficou famosa a dupla que formou, a partir de 1931, com a bailarina alemã Ruth Walden.
Ao longo da década de 1930 apresentou-se com sucesso em Paris (1933, 1934, 1936), Brasil (1930, 1934), Genebra (1935), Argentina e Brasil (1937-1938).
Interessado na dança de temas portugueses e na estilização do folclore nacional e, por isso, desde muito cedo em sintonia com os ideais do Diretor do SPN, António Ferro, Francis foi um dos fundadores e o mais importante coreógrafo (e bailarino) da Companhia Portuguesa de Bailado Verde Gaio. Foi a figura preponderante desse grupo de 1940 até 1960, embora com uma interrupção em 1946-48 quando partiu uma vez mais para o Brasil, seduzido por novos horizontes. Na década de 1950 atuou como ator em duas peças de teatro: Rei Édipo, de Sofocles, Teatro Apolo, 1952; e Sonho de Uma Noite de Verão, de Shakespeare, Teatro D. Maria II, 1952. Em 1960 foi definitivamente afastado do Verde Gaio, cuja direção foi entregue a Margarida de Abreu e Fernando Lima.
O afastamento do Verde Gaio deixou-o sem meios de sustento; seria depois integrado com a categoria de reformado nos quadros do Secretariado Nacional de Informação, auferindo de uma pequena reforma. Em 1963 aceitou dirigir a Academia do Parnaso, no Porto, onde era dada preparação a jovens do sexo feminino com o intuito de participarem em exibições e festas mundanas (uma tarefa que Francis sempre considerou humilhante). Data de 1968 a sua última criação, o bailado Encruzilhada, no Teatro Politeama. Morreu em Julho de 1980, aos 77 anos, praticamente esquecido, num lar onde residia há alguns anos, diminuído por uma arteriosclerose que lhe apagara por completo a memória.

## Espetáculos[3]
Alguns espetáculos em que Francis Graça participou enquanto coreógrafo e bailarino (exceto Encruzilhada, 1968).
- 1926 – Cabaz de Morangos (revista), Cineteatro Éden, Lisboa.
- 1926 – Foot-ball (revista), Coliseu dos Recreios, Lisboa.
- 1927 – Água-pé (revista), Coliseu dos Recreios, Lisboa.
- 1927-28 – Sete e Meio (revista), Teatro Apolo, Lisboa.
- 1929 – Chá de Parreira (revista), Teatro Variedades, Lisboa.
- 1930 – Feira da Luz (revista), Teatro da Trindade, Lisboa.
- 1930 – Deslocação ao Brasil com a Companhia de Revistas Hortense Luz.
- 1931 – Participação no filme A Severa, de Leitão de Barros – o único registo de imagem em movimento que resta de toda a carreira de Francis Graça.
- 1931 – Ai-ló (revista), Teatro Avenida, Lisboa.
- 1931 – Mexilhão (revista), Teatro Variedades, Lisboa.
- 1932 – Areias de Portugal (revista), Teatro Politeama, Lisboa.
- 1933 – De Capa e Batina (opereta).
- 1933 – O Timpanas (opereta).
- 1933 – Cantiga Nova (revista).
- 1933 – Apresentação no Théâtre de la Michodière, Paris (com a bailarina Ruth Walden e a cantora Corina Freire); espetáculo promovido pela Casa de Portugal associado à conferência de Henri Torrés).
- 1934 – Apresentação na Salle Gaveau, Paris (com a bailarina Ruth Walden e a cantora Corina Freire; espetáculo promovido pela Université des Annales associado à conferência de Gabrielle Réval).
- 1934 – Atuação com Ruth Walden integrada no Bal des Petits Lits Blancs, Opéra, Paris.
- 1934 – É cabeça de cartaz da tournée no Brasil da Companhia Luísa Santanela-Francis; atuações no Rio de Janeiro e S. Paulo.
- 1935 – Recital com Ruth Walden (bailado), Teatro Politeama, Lisboa.
- 1936 – Atuação com Ruth Walden integrada no espetáculo no Teatro Politeama, Lisboa, com a Orquestra da Emissora Nacional dirigida por Frederico de Freitas.
- 1936 – A minha Terra (revista), Coliseu dos Recreios, Lisboa.
- 1937 – Atuações com Ruth Walden no Gran Teatro Opera e no Cine Teatro Pueyrredon, Buenos Aires, Argentina.
- 1937-38 – Atuações com Ruth Walden no Teatro Municipal do Rio de Janeiro e no Teatro Municipal de São Paulo, Brasil; atuações em Petrópolis, Santos, Curitiba, Campinas, e outras cidades do Brasil.
- 1939 – Recital com Ruth Walden (bailado), Teatro da Trindade, Lisboa.
- 1940 – Bailados para a ópera D. João IV, Teatro Nacional de S. Carlos (música de Ruy Coelho, sobre libereto de Silva Tavares).[9]
- 1940 – A Feira das Mercês (revista).
- 1940 – Lenda das Amendoeiras, Inês de Castro, Muro do Derrete e Ribatejo (bailado), Companhia Portuguesa de Bailado Verde Gaio, Teatro da Trindade, Lisboa.
- 1941 – O Homem do Cravo na Boca e Dança da Menina Tonta (bailado), Companhia Portuguesa de Bailado Verde Gaio, Teatro Nacional de S. Carlos, Lisboa.
- 1941 – Passatempo(bailado), Companhia Portuguesa de Bailado Verde Gaio, Teatro Nacional D. Maria II, Lisboa.
- 1941 – Atuação com Ruth Walden (bailado), no espetáculo de Josephine Baker, Teatro da Trindade, Lisboa.
- 1941 – A Marcha de Lisboa (revista), Teatro Apolo, Lisboa.
- 1942 – O Padre Piedade (opereta).
- 1942 – Zé Povinho (revista).
- 1943 – D. Sebastião e Imagens da Terra e do Mar (bailado), Companhia Portuguesa de Bailado Verde Gaio, Teatro Nacional de S. Carlos, Lisboa.
- 1943 – Tournée em Espanha com a Companhia de Bailado Verde Gaio; apresentações no Gran Teatro del Liceo, Barcelona e no Coliseum, Madrid.
- 1944 – Atuação com Ruth Walden num espetáculo promovido pelo Círculo de Cultura Musical (bailado); música: Combate de Tancredo e Clorinda, de Claudio Monteverdi.
- 1946 – Travessa da Espera (revista), Teatro Maria Vitória, Lisboa.
- 1946-48 – Tournée no Brasil (bailado): revista Alvorada do Brasil; dança com as bailarinas Lydia Koprino e Lorna Kay; recital com a bailarina Madeleine Rosay, Teatro Municipal do Rio de Janeiro; etc..
- 1948 – Três Danças (bailado), Companhia Portuguesa de Bailado Verde Gaio, Teatro Nacional de S. Carlos, Lisboa.
- 1949 – Atuação no Theatre des Champs-Elysées (bailado), Paris, com a Companhia Portuguesa de Bailado Verde Gaio.
- 1954 – Prelúdios (bailado clássico);coreografia, cenário e figurinos: Fancis Graça; música: Franz Liszt.
- 1968 – Coreografia e direção do bailado Encruzilhada (Teatro Politeama, Lisboa), com os bailarinos Isabel Santa Rosa e Carlos Trincheiras como protagonistas.